# Yomana Koteich
Yomana Koteich, de son nom complet Yomana Koteich Khatib est une architecte et femme politique vénézuélienne, née le 10 octobre 1966. Elle a été ministre vénézuélienne du Commerce extérieur et de l'Investissement international de 2018 à 2019 et vice-ministre des Finances à partir de janvier 2018.

## Carrière
En 2016, elle est présidente de la banque agricole du Venezuela et la Vénézuélienne du tourisme (Venetur) et enfin la société régionale du tourisme de l'État de Nueva Esparta.